# Świąteczna lawina
Świąteczna lawina (ang. Christmas Caper, 2007) – amerykańsko-kanadyjski film telewizyjny przygotowywany przez stację ABC Family. Obraz reżyseruje David Winkler według scenariusza April Blair. W Polsce wyświetlany za pośrednictwem kanału Movies 24.

## Opis fabuły
Kate Dove (Shannen Doherty) to złodziejka, która powraca do rodzinnej miejscowości po tym, jak jej ostatni skok kończy się całkowitą katastrofą. Na miejscu zostaje na nią zrzucony obowiązek opieki nad siostrzenicą i kuzynem, których rodzice próbują powrócić do domu na Gwiazdkę. Kobieta ani przez chwilę nie myśli o świętach, gdyż czas zajmuje jej obmyślanie zemsty na swoim wspólniku. 

## Obsada
- Shannen Doherty jako Kate Dove
- Ty Olsson jako Hank
- Conrad Coates jako Clive Henry
- Stefanie von Pfetten jako Holly Bishop
- Sonya Salomaa jako Savannah Dove Cooper
- David Lewis jako Brian Cooper
- Tara Wilson jako Waitress
- Josh Hayden jako Parker Cooper
- Natasha Calis jako Annie Cooper
- Michael P. Northey jako Duffy
- Reg Tupper jako dyrektor Grimes